# Tono puro

Un tono puro

Un tono puro è un suono con forma d'onda sinusoidale perfetta, quindi privo di distorsioni, di ipertoni o di armonici che andrebbero a "sporcare" o a "colorare" la purezza del suono.
Ogni segnale sinusoidale ideale, è caratterizzato esclusivamente dall'unica frequenza fondamentale di cui è costituito e rappresentante, e in via secondaria anche dal valore di ampiezza dell'onda (intensità, volume, potenza, ecc.), ma quest'ultimo è un valore che non condiziona o non influenza in alcun modo la purezza del tono.

## Curiosità
In natura, è formalmente impossibile trovare un suono che sia un tono sinusoidale perfetto, e per quanto possa risultare molto simile o vicino al target, anche il suono di un diapason (1711) è sempre caratterizzato da qualche "nota spuria" che lo "sporca". 

Sinusoidi a differenti frequenze

Hermann von Helmholtz viene considerato il primo creatore di un suono avente forma d'onda sinusoidale, mediante la "sirena di Helmholtz" (1890), un dispositivo meccanico che invia aria compressa attraverso i fori di un piatto rotante; ma anche in questo caso, se si misurasse la forma d'onda usando le apparecchiature moderne più fini, risulterebbero vari difetti nella purezza di quel suono. 

Oscillatore armonico

Fino all'invenzione degli oscillatori elettronici e quindi, dei segnali elettrici e dei suoni elettrici, il tono puro non esisteva ancora.
Il teorema matematico di Fourier (conosciuto anche come FFT) stabilisce che qualunque forma d'onda (arbitraria o naturale) possa essere approssimata da una serie di sinusoidi con frequenza ed ampiezza opportuna, ordinate in specifici rapporti di fase fra loro; la più bassa di queste deve ovviamente avere la frequenza fondamentale, che è anche l'inverso del periodo dell'onda, per cui determina l'altezza del suono, come percepita dall'udito. Il metodo viene sfruttato nella conversione audio analogico-digitale (e viceversa), per la semplificazione (sampler ) dei suoni. La possibilità di sovrapporre delle onde sinusoidali (sintesi additiva), viene usata anche da alcuni apparati detti sintetizzatori, che permettono di riprodurre i timbri dei vari strumenti musicali (ma anche di creare delle sonorità artificiali, appunto "sintetiche"), amalgamando opportunamente le varie oscillazioni armoniche.
I generatori di segnale sono dispositivi elettronici in grado di produrre un tono puro, e servono appositamente per creare anche varie forme d'onda (più o meno arbitrarie) da utilizzare in laboratorio, come le seguenti:

### Segnali particolari

Forme d'onda sinusoidale, quadra, triangolare e a dente di sega

#### Onda quadra
Si ottiene sommando alla prima armonica le armoniche superiori di ordine dispari, con ampiezza inversamente proporzionale al loro numero d'ordine.

#### Onda triangolare
Si ottiene sottraendo e sommando alternativamente alla prima armonica le armoniche superiori di ordine dispari, con ampiezza inversamente proporzionale al quadrato del loro numero d'ordine.

#### Onda a dente di sega
Si ottiene sommando alla prima armonica tutte le armoniche superiori, con ampiezza inversamente proporzionale al loro numero d'ordine (dente a sinistra), oppure sommando alla prima armonica le armoniche superiori di ordine dispari e sottraendo quelle di ordine pari, con ampiezza inversamente proporzionale al loro numero d'ordine (dente a destra).